# Фізика зірок
Фізика зірок — розділ астрофізики, що вивчає фізичну сторону зірок (маса, щільність і так далі). Розуміння процесів народження і смерті зірок потребує докладання багатьох підрозділів сучасної фізики.